# Gerolstein
Gerolstein település Németországban, Rajna-vidék-Pfalz tartományban. Lakosainak száma 7860 fő (2023. december 31.).

## Fekvése
Prümtől keletre, a Kyll-folyócska két partján fekvő település.

## Leírása
A település felett magasodik a Schlossberg a 13. században épült és 1691-ben lerombolt Löwenburg (436 m) romjaival. Körben meredeken emelkedő, szép kilátást nyújtó dolomitsziklákkal: a Muntterly (482 m), az Auburg (465 m), a Hustley (545 m); északkeletre a háttérben a vár(Kasselburg) romjai látszanak. A pályaudvartól nyugati irányban található az evangélikus Megváltó-templom (Erlöserkirche). Érdekes a Sarobodis római villa maradványa és a kis múzeum is.

## Nevezetességek
- Kasselberg várának romjai
- Evangélikus megváltó templom
- Római villa maradványai

## Itt születtek, itt éltek
- Christian Vietoris (Gerolstein, 1989. április 1. –) német autóversenyző, a 2006-os német Formula–BMW sorozat győztese

## Galéria

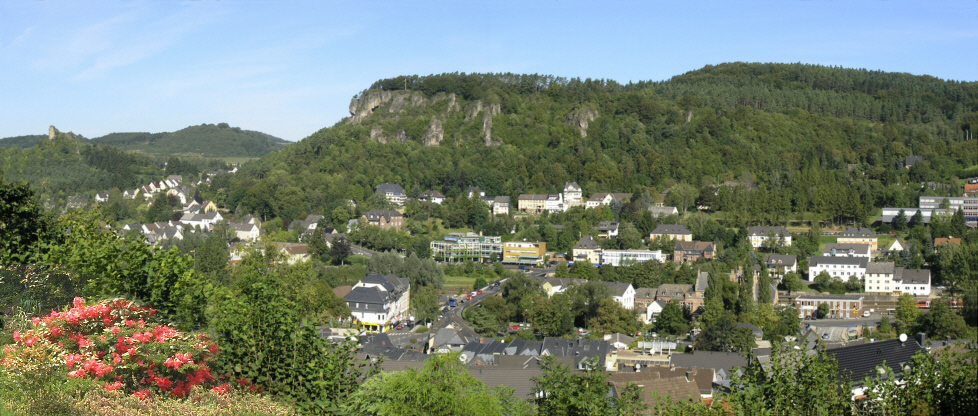
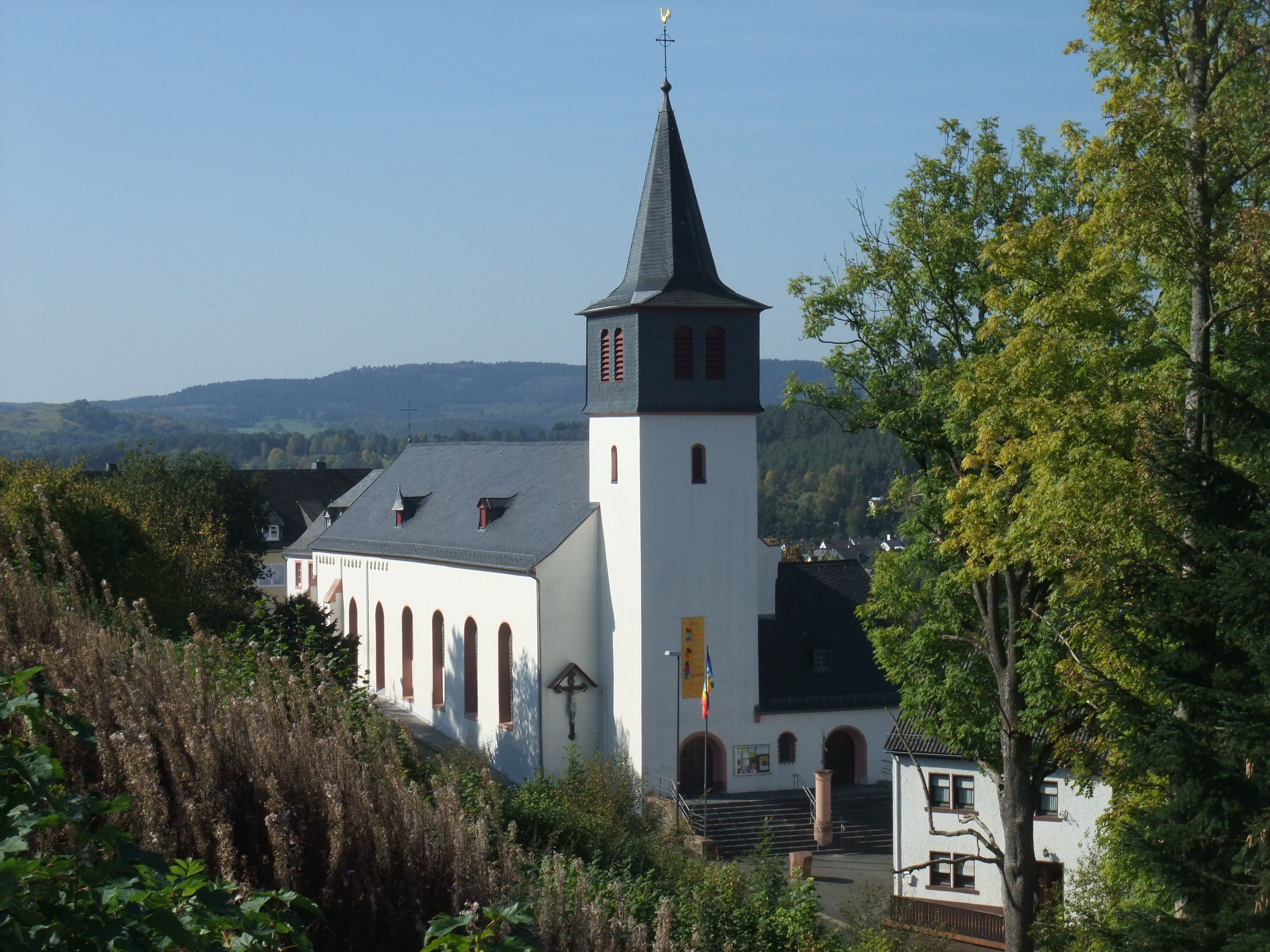
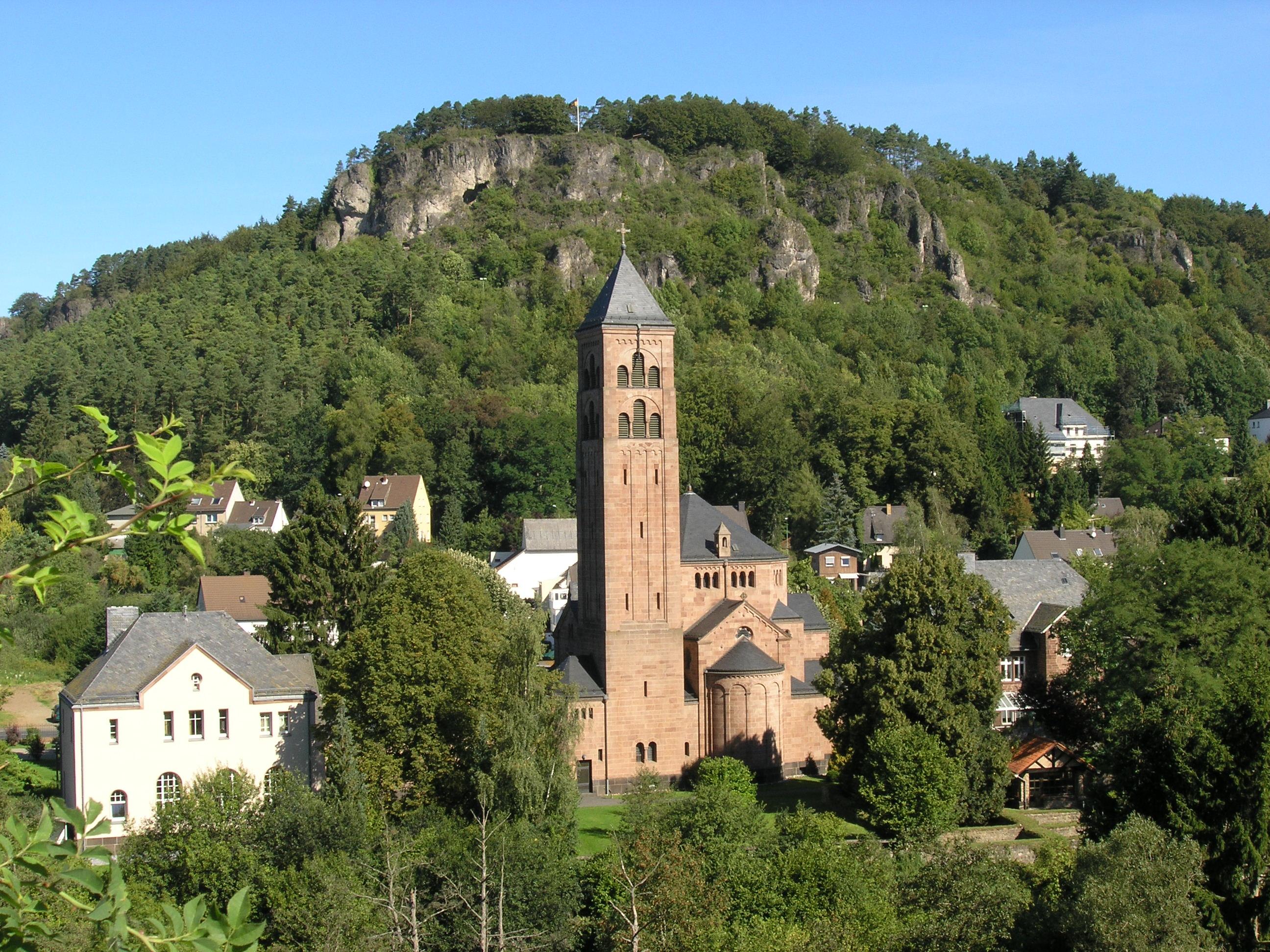
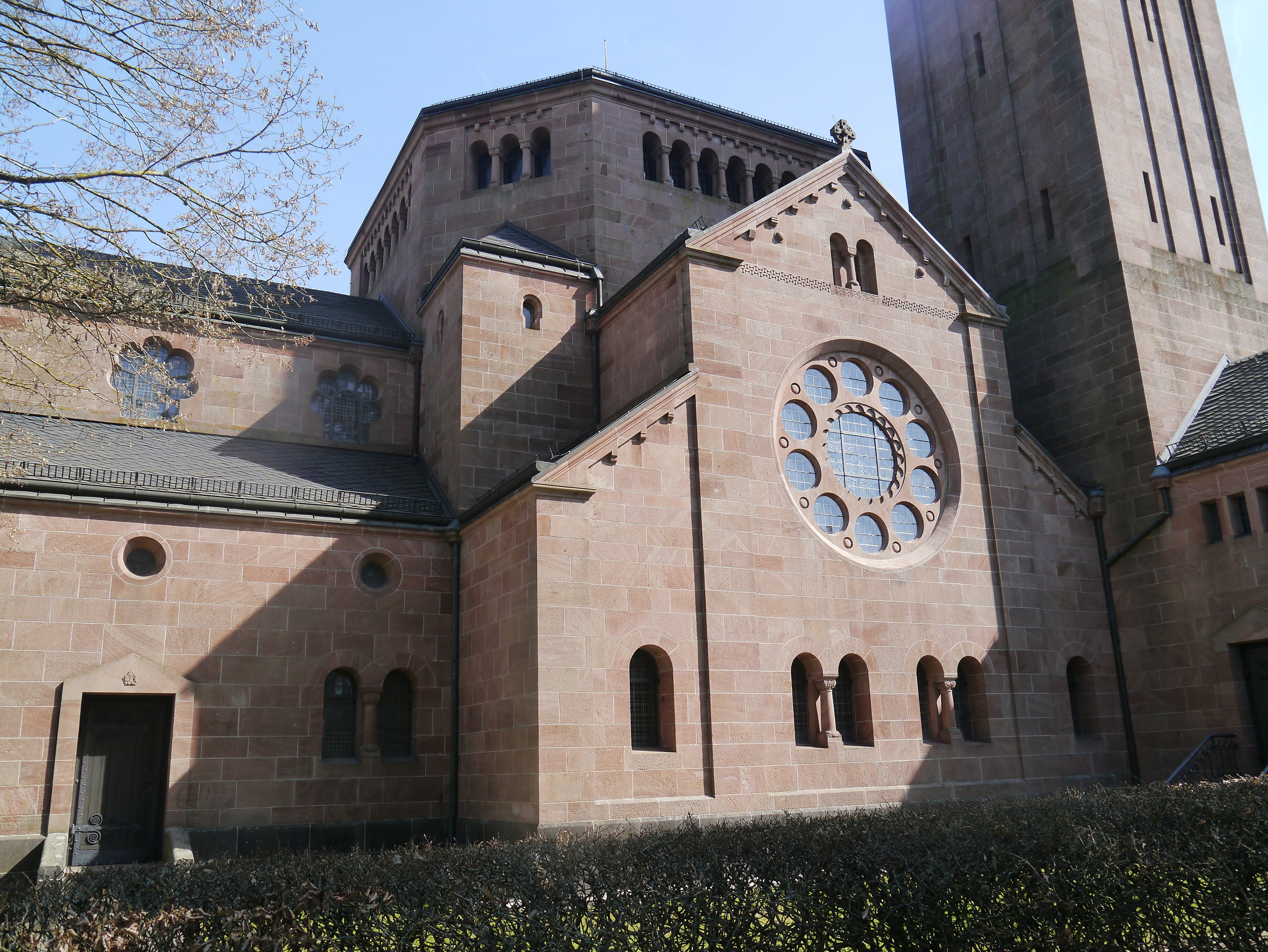
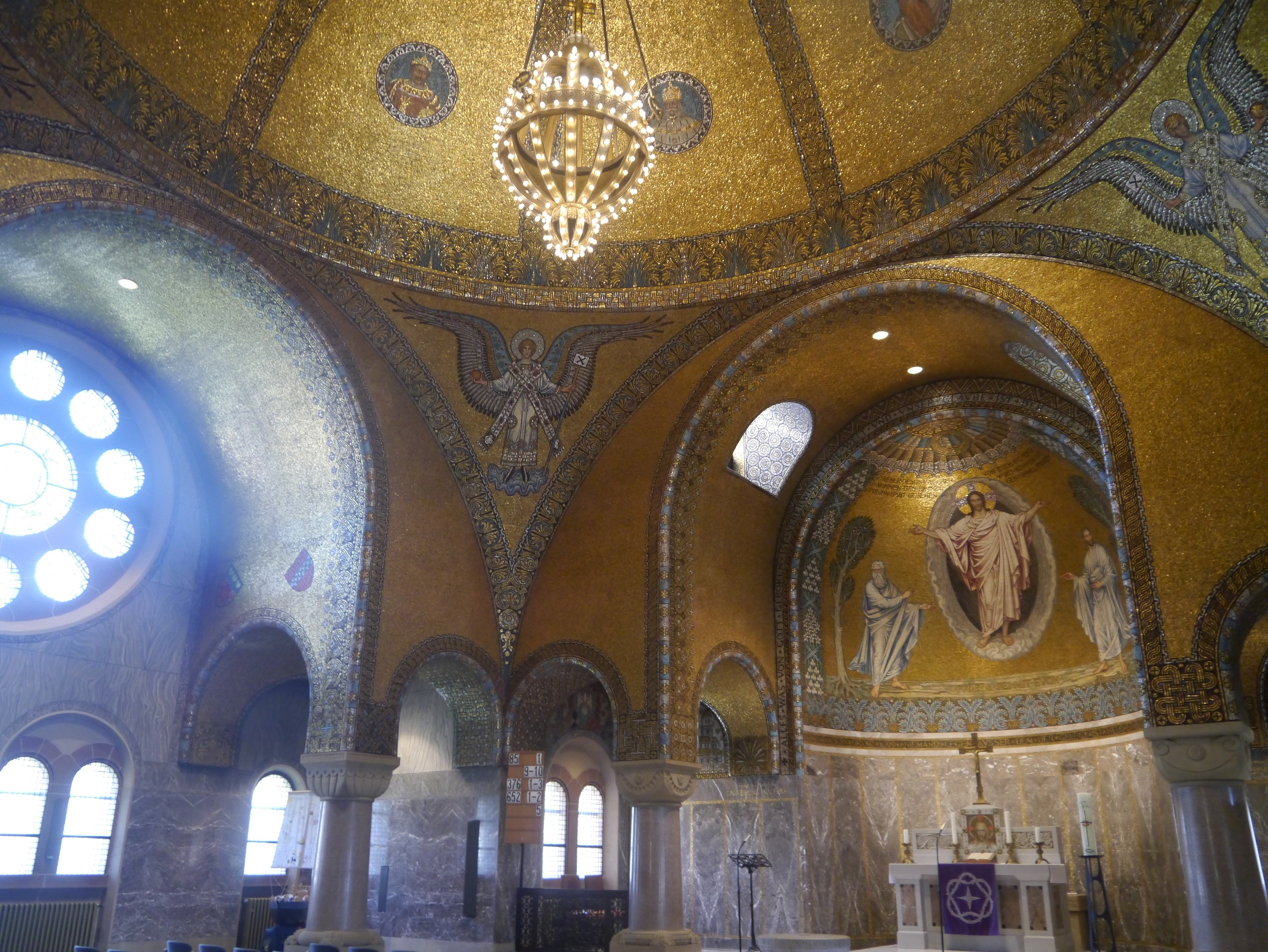
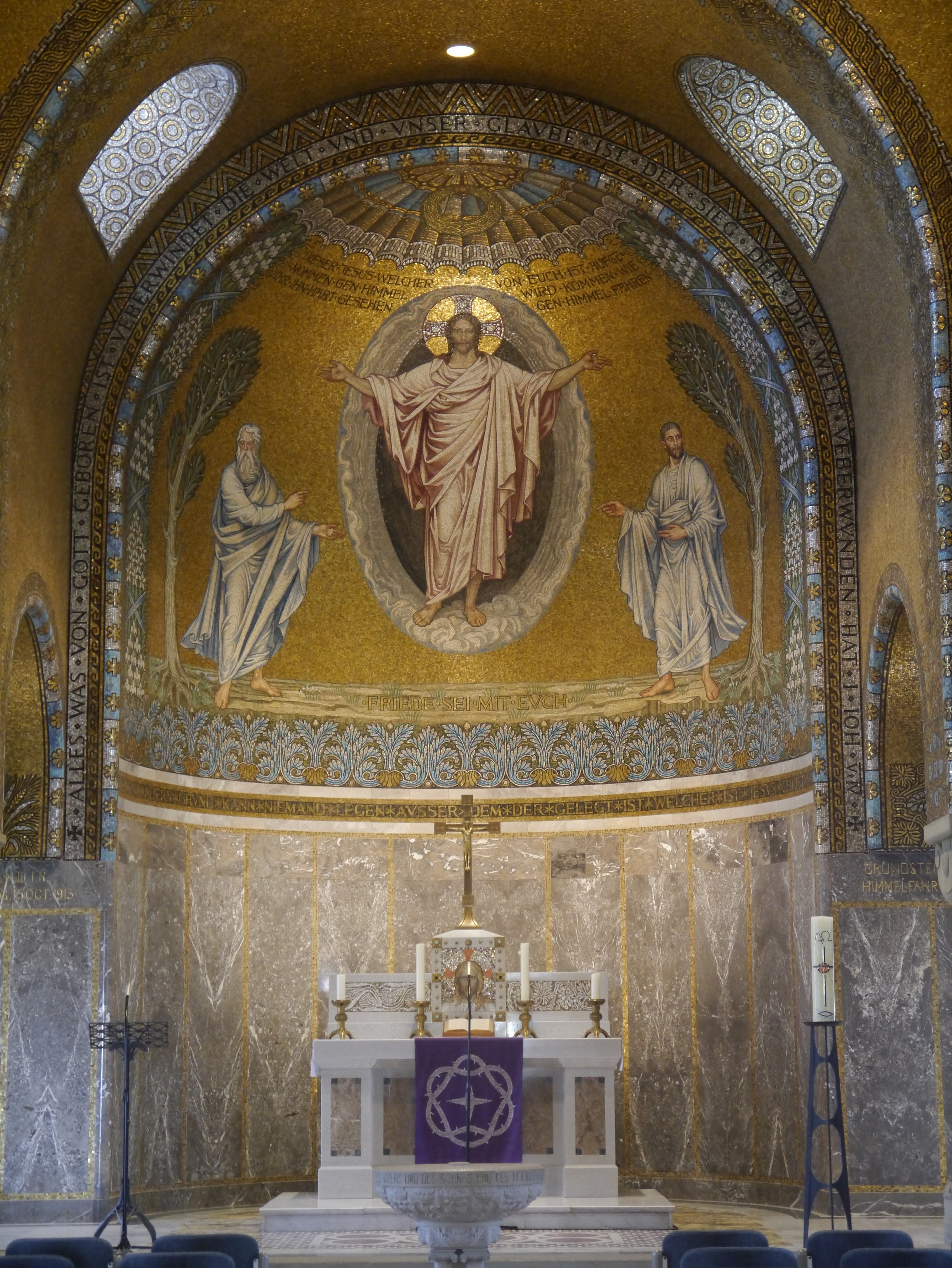
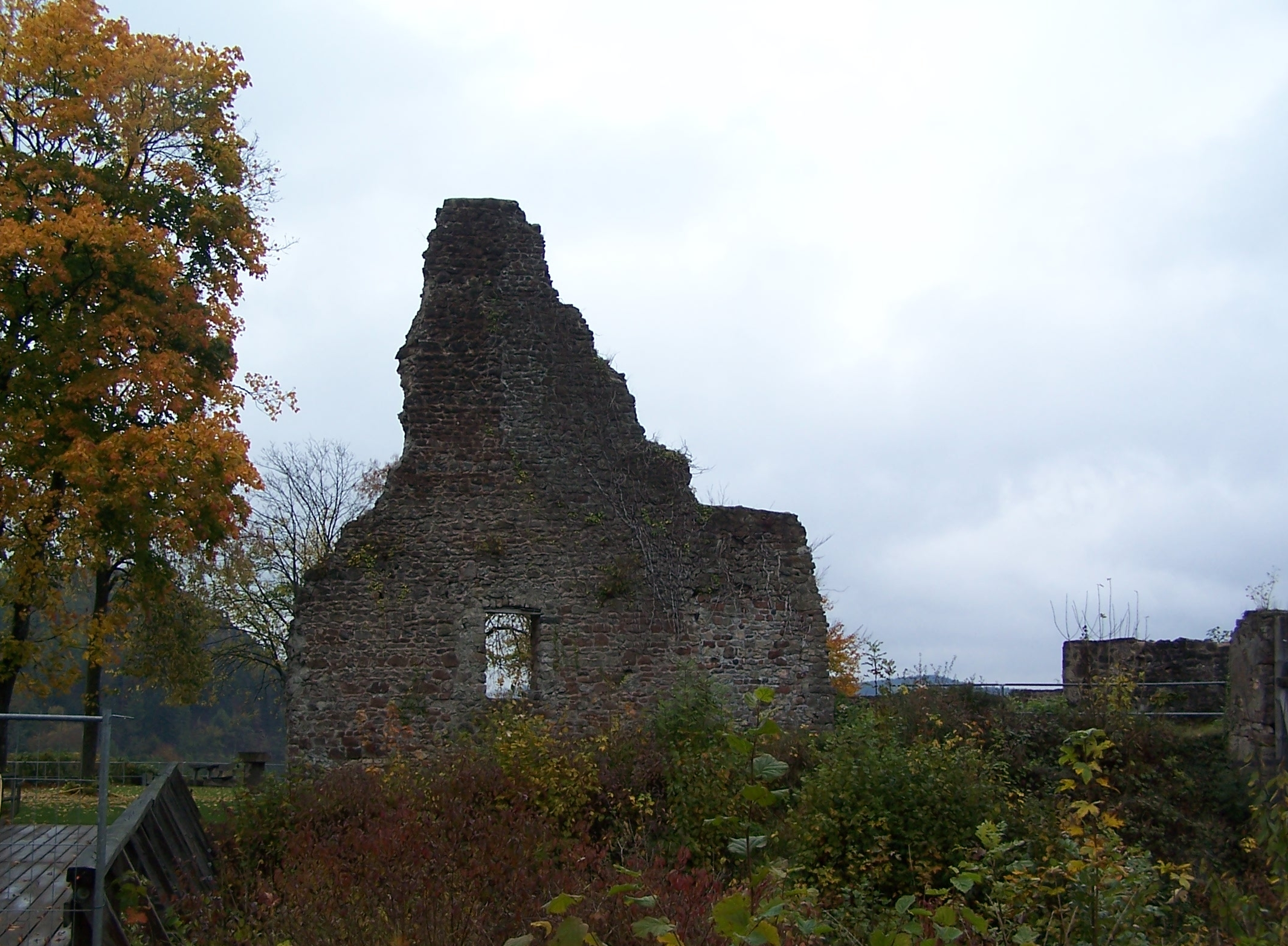
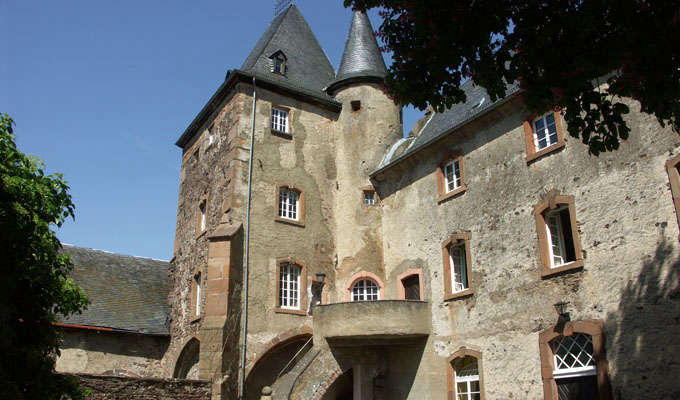

## Népesség
A település népességének változása:
| Lakosok száma | 6857 | 7520 | 7616 | 7676 | 7676 | 7710 | 7876 | 7860 |
|               | 1975 | 2014 | 2017 | 2018 | 2019 | 2021 | 2022 | 2023 |